# Rubeus Hagrid
Rubeus Hagrid est un personnage de la saga Harry Potter, écrite par J. K. Rowling.
Il est un demi-géant, connu pour être le « gardien des clés et des lieux » à Poudlard. Il en est aussi le garde-chasse et enseigne les soins aux créatures magiques à partir de l'intrigue du troisième roman, Harry Potter et le Prisonnier d'Azkaban. Il est membre de l'Ordre du Phénix depuis son origine.
Hagrid vit dans une cabane construite à sa mesure dans le parc de Poudlard, en bordure de la forêt interdite. Il apparaît pour la première fois dans le premier chapitre de Harry Potter à l'école des sorciers en apportant Harry Potter âgé d'un an auprès de Dumbledore et du professeur McGonagall. Il revient ensuite le chercher à ses onze ans pour l'emmener faire ses achats sur le chemin de Traverse pour sa première rentrée scolaire à Poudlard.
Rubeus Hagrid est interprété au cinéma par Robbie Coltrane.

## Histoire

### AvantHarry Potter
Rubeus Hagrid est né le 6 décembre 1928, d'un humain sorcier et d'une géante nommée Fridluva, laquelle abandonna sa famille trois ans plus tard.
Hagrid est élève à Poudlard, dans la maison Gryffondor, où il arrive en 1940. Son père meurt lors de sa deuxième année d’étude et il est renvoyé, à tort, en 1943. Le directeur de l'époque, Armando Dippet, croit en effet aux accusations du préfet Tom Jedusor, de deux ans l’aîné de Hagrid, qui fit croire que le monstre libéré de la Chambre des secrets était l’Acromantula élevée par le demi-géant, Aragog. Albus Dumbledore, alors professeur de métamorphose, est le seul à croire à son innocence, et s'arrange pour qu'il reste à Poudlard en devenant garde-chasse. C’est depuis cette époque que Hagrid tient Dumbledore en très haute estime et que ce dernier lui confierait sa propre vie sans hésiter. L'affection qu'il éprouve à l'égard de Dumbledore est telle qu'on peut se permettre de penser que le directeur de Poudlard a quelque peu remplacé pour lui (du moins dans sa jeunesse) la figure protectrice de son père, mort quand Hagrid n'avait que douze ans. À son exclusion de Poudlard, sa baguette magique est brisée, il ne lui est plus permis de pratiquer la magie. Cependant, il est probable qu'il ait intégré par la suite les restes de sa baguette magique dans un parapluie rose dont il se sert quelquefois discrètement.

### DansHarry Potter
Dans Harry Potter à l'école des sorciers, le 31 octobre 1981, Hagrid sauve Harry bébé des ruines de la maison de ses parents
après sa destruction par Voldemort. Il emmène « le survivant » sur la moto volante de Sirius Black et retrouve Albus Dumbledore et Minerva McGonagall à Privet Drive. Le bébé est confié aux seuls parents de Harry vivants, les Dursley. Dix ans plus tard, le 31 juillet 1991, aux douze coups de minuit, il revient arracher Harry aux Dursley, outré que ceux-ci lui aient caché ses origines de sorcier. Il en profite pour lui offrir son premier gâteau d'anniversaire qu'il a cuisiné lui-même. Lors de cette rencontre, Hagrid se présente en tant que « gardien des clés et des lieux » à Poudlard (en d'autres termes, il est responsable des entrées et sorties à l'école) et confie à Harry qu'il n'a, en théorie, pas le droit d'exercer la magie et qu'il a été renvoyé de Poudlard au cours de sa troisième année d'études, pour des raisons qu'il garde secrètes. Il emmène ensuite Harry acheter ses fournitures scolaires, passant à la banque des sorciers, Gringotts, et lui offrant au passage pour son anniversaire une chouette prénommée Hedwige. Le 1er septembre, c’est Hagrid qui accueille les élèves à la sortie du Poudlard Express et conduit personnellement les premières années en barque vers le château. Dès leur arrivée à l’école, il s'attache très rapidement à Harry et ses amis, Hermione Granger et Ron Weasley, se montrant amical et familier avec le trio. Au printemps 1992, il fait éclore chez lui un dragon, un Norvégien à Crête (prénommé Norbert), enfreignant de façon majeure le règlement intérieur de Poudlard. Le trio pousse donc Hagrid à s’en séparer, et Norbert est envoyé au frère de Ron, Charlie, étudiant en Roumanie et spécialisé en dragons. Il se sent plus tard coupable et pleure d'avoir malencontreusement donné à Quirrell les informations dont il avait besoin pour savoir comment passer devant Touffu, son chien géant à trois têtes et gardien de la pierre philosophale. En fin d’année, il fait un autre cadeau à Harry : un album photo avec toutes les photos des parents du garçon.
Dans Harry Potter et la Chambre des secrets, la lutte entre Harry Potter et Tom Jedusor met en évidence comment celui-ci fit faussement accuser Hagrid d'avoir occasionné la mort d’une élève cinquante ans plus tôt. Aragog avait bien été introduit par Hagrid mais n'avait causé la mort de personne car c'était bien Tom Jedusor, le futur Voldemort, qui avait ordonné au basilic d'exécuter cet acte. Les évènements se reproduisant, Hagrid est contraint de passer quelque temps à Azkaban, la prison des sorciers. Il y reste de mai à juin 1993, mais Harry parvient à établir son innocence, tant pour les événements récents que pour ceux qui s'étaient déroulés quelques années auparavant. Sa réputation est alors rétablie.

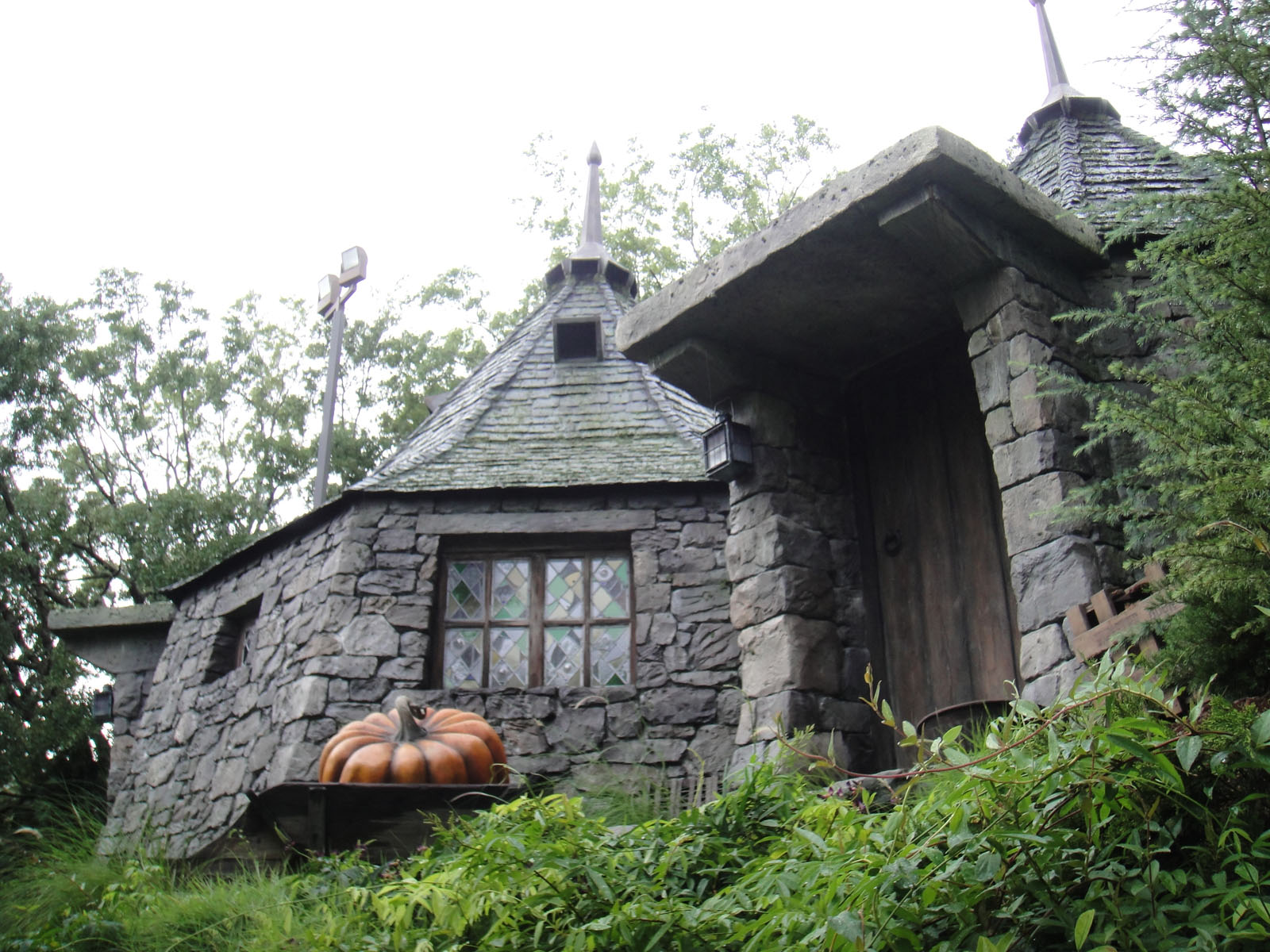
Cabane de Hagrid (The Wizarding World of Harry Potter, Orlando).

Dans Harry Potter et le Prisonnier d'Azkaban, Rubeus Hagrid est nommé professeur à Poudlard après la retraite du professeur Brûlopot. Il débute alors l'enseignement des Soins aux créatures magiques, mais un accident lors de sa leçon inaugurale, où un hippogriffe blesse Drago Malefoy après avoir été provoqué par ce dernier, le met en posture difficile. Ses cours deviennent alors plutôt ennuyeux, Rubeus craignant qu'un accident se reproduise. Cependant, pour la défense de l'hippogriffe en question, qui se trouve lui aussi en danger depuis l'incident, Hagrid reçoit le soutien de Harry et de ses amis. Finalement, Buck l'hippogriffe est quand même condamné à mort. Harry et Hermione le sauvent en utilisant le retourneur de temps, ce qui permet, dans un même temps, de faire évader Sirius Black sur le dos de la créature.
Dans Harry Potter et la Coupe de feu, Rubeus Hagrid continue son travail d'enseignement à Poudlard, sélectionnant toujours des créatures dangereuses ou peu intéressantes pour ses élèves. Une journaliste nommée Rita Skeeter révèle qu'il est le fils d'une géante, ce qui fait de lui le sujet des moqueries de Drago Malefoy. Hagrid se referme alors sur lui-même et cesse de donner ses cours, s'enfermant dans sa cabane pendant une longue période. Le 30 octobre 1994, Hagrid rencontre Olympe Maxime, directrice de Beauxbâtons, avec laquelle il vit une relation sentimentale assez mouvementée. Celle-ci se trouve être une demi-géante, tout comme Hagrid. Un jour, alors que Hagrid s'intéresse avec maladresse à sa famille de géants, elle se vexe et ne lui parle plus, proclamant simplement qu'elle a « juste une forte ossature ».
Dans Harry Potter et l'Ordre du Phénix, Hagrid n’est pas à Poudlard en début d’année scolaire, et s'avère être parti en mission pour l'Ordre du Phénix avec Olympe Maxime pour tenter d'entrer en contact avec les géants afin de négocier avec ceux-ci ; mais ils n'y parviennent pas, Macnair, l'envoyé de Voldemort, ayant été plus convaincant. En raison de ce voyage, il reste donc mystérieusement absent pendant les premiers mois de l'année scolaire, en revenant particulièrement amoché. En fait, il a ramené de force son demi-frère Graup, dont il a découvert l'existence et qui se faisait maltraiter par les autres géants. Il le cache depuis lors dans la forêt interdite. Il le surnomme d'ailleurs affectueusement « Graupy », essaie de lui apprendre l'anglais et de le rendre plus civilisé. Il met plus tard Harry, Ron et Hermione dans la confidence, leur faisant promettre de s’occuper de lui. En cours d’année, Hagrid se met les centaures de la forêt à dos en aidant l'un des leurs, Firenze, à échapper à leur courroux. En fin d’année, sous la direction de Dolores Ombrage qui n’aime guère les différences, des Aurors tentent de l'arrêter, mais ils n’y parviennent pas. Hagrid les assomme tous et s’échappe, se cachant jusqu’au départ d'Ombrage dans les montagnes, à l'intérieur d'une grotte.
Dans Harry Potter et le Prince de sang-mêlé, après la mort de Sirius Black, c'est Hagrid qui se charge de la garde de Buck, rebaptisé « Ventdebout ». Plus tard, lorsqu'Aragog agonise et meurt, Hagrid l'enterre près de sa cabane. Après l'assassinat de Dumbledore, Hagrid tente d'arrêter les Mangemorts qui s'enfuient. Ceux-ci mettent le feu à sa cabane, obligeant le géant à se ruer dans les flammes pour sauver son chien Crockdur. La grande peine que lui causa la perte d'Aragog n'est rien en comparaison de celle qu'il éprouva à la mort du Professeur Dumbledore, dont il fut l'un des premiers à découvrir le corps sans vie en bas de la tour d'astronomie de Poudlard.
Dans Harry Potter et les Reliques de la Mort, Hagrid escorte d'abord Harry lors de son transfert de Privet Drive au Terrier. Lors de la fête d'anniversaire de Harry, Hagrid apprend par Charlie Weasley, le frère de Ron, que son dragon Norbert (rebaptisé Norberta) s'est avéré être une femelle. Hagrid et le reste du personnel enseignant s'aperçoit que Voldemort s'est emparé de Poudlard et a nommé des Mangemorts professeurs ; Hagrid résiste à sa façon au nouveau régime en organisant des fêtes de « Soutien à Harry Potter » dans sa cabane. Quand les Mangemorts tentent de le capturer dans le parc de Poudlard, Hagrid leur échappe ; il est en fuite avec Graup jusqu'à la bataille de Poudlard à laquelle il revient participer ; il en finit notamment avec Macnair. C'est aussi lui qui transporte le corps de Harry quand ce dernier fait semblant d'être mort.
Lors de l'épilogue de 19 ans plus tard, Hagrid est mentionné par Harry Potter adulte, qui rappelle à son fils que Hagrid l'a invité à prendre le thé à sa cabane.

## Caractéristiques
Il a des cheveux noirs, longs et emmêlés, et une barbe broussailleuse qui lui cache presque tout le visage. Ses mains sont décrites comme faisant la taille de couvercles de poubelles. Il est doté d'une force phénoménale. Dans la version originale, Hagrid a un accent assez particulier fait d'élision et de déformation. Hagrid est de nature très sensible et sentimentale et il pleure facilement. Hagrid porte la plupart du temps un long manteau en peau de castor, d'ours ou un gros pardessus en poil de taupe plein de poches. Pour de « grandes occasions », il porte souvent un costume marron avec une affreuse cravate jaune.
Hagrid a une préférence pour les créatures magiques les plus dangereuses possibles, notamment un dragon qu’il fit naître chez lui et qu’il appela Norbert, un chien à trois têtes qui garda la pierre philosophale nommé Touffu, une Acromantula qu’il nomma Aragog, l'hippogriffe Buck et quelques Scroutts à pétard. Il est capable de voir les Sombrals. En fait, il a peu d'intérêt pour les créatures magiques dociles, bien qu'il possède comme animal de compagnie un molosse un peu lâche qui répond au nom de Crockdur.

## Famille

### Parents
Dans La Coupe de Feu, la vérité sur les parents de Hagrid est révélée : son père, qui n'est jamais nommé dans les histoires, a épousé une géante, Fridluva, qui a laissé Rubeus sous la garde de son père après sa naissance. Selon Hagrid, elle n'était pas « très maternelle ». Plus tard, Fridluva donne naissance à Graup et meurt bien avant que Hagrid ne se joigne aux géants dans L'Ordre du Phénix. Hagrid décrit son père comme « un petit homme minuscule qu'il pouvait ramasser d'une main et placer sur la commode à l'âge de six ans ». Hagrid ressentait clairement une grande affection pour lui. Dans Le Prisonnier d'Azkaban, il précise que la mort de son père alors qu'il était en troisième année à Poudlard était l'un de ses souvenirs les plus tristes.

### Graup
Graup est le demi-frère de Hagrid. Ils sont tous deux nés de la même mère mais de pères différents, le père de Hagrid était un humain alors que celui de Graup était un géant. Graup fut ramené de ses montagnes natales par Hagrid qui le garda dans la forêt interdite près de Poudlard, attaché à des arbres. Toutefois, quand Hagrid dut quitter Poudlard pour continuer son travail pour l'Ordre du Phénix, il laissa Graup aux soins de Harry, Hermione et Ron. À leur grande surprise, alors qu'ils se trouvaient prisonniers dans la forêt interdite durant une confrontation avec les centaures, Graup se souvint de Hermione et s'arrangea pour attirer l'attention des centaures envers Harry et Hermione. Par la suite, Graup apprend beaucoup grâce à Hagrid et se mêle sans problème aux humains. Il aide beaucoup dans la lutte contre les mangemorts comme la majorité des géants sont utilisés par ceux-ci.

## Création et évolution
Hagrid a été l'un des premiers personnages créés par J. K. Rowling. « Hagridden est un vieux mot anglais, qui se dit, en dialecte, quand on a mal dormi. Hagrid boit beaucoup — il a souvent de mauvaises nuits. »
Dans son article « Harry's Fame », Rosemary Goring note que la forêt de Dean est une influence sur le travail de J. K. Rowling, et que Hagrid serait le seul personnage « directement tiré de la forêt de Dean ». Selon Goring, « les terminaisons de mots employées par Hagrid sont directement empruntées au dialecte de la ville voisine de Chepstow ». Elle prétend également que Hagrid est physiquement modelé sur le chapitre gallois des Hells Angels, « d'immenses montagnes de cuir et de cheveux », qui se seraient arrêtés dans la ville.
Les conversations entre Harry Potter, Ron Weasley, Hermione Granger et Hagrid dans sa cabane sont fréquemment décrites, en raison du fait que le trio découvre par ce biais des révélations sur Albus Dumbledore et Poudlard. En effet, Hagrid a l'habitude de laisser glisser involontairement quelques informations secrètes. Il est aussi l'un des premiers personnages à évoquer l'idée que traiter différemment les sorciers en fonction de leur statut du sang est un concept daté.
J. K. Rowling a déclaré dans une interview que Hagrid était dans la maison de Gryffondor durant sa scolarité. Lorsqu'il est entré en possession d'une acromantula, il a été expulsé de Poudlard, son animal de compagnie étant considéré comme le « monstre de Serpentard ». Cependant, convaincu par Dumbledore (qui était à l'époque professeur de métamorphose), le directeur Armando Dippet a accepté de former Hagrid pour devenir garde-chasse, lui permettant de rester à Poudlard.
En abordant le sujet de la mort de ses personnages avec l'acteur Daniel Radcliffe (Harry Potter), Rowling a précisé avoir prévu dès le départ que Harry irait vers sa mort accompagné par les « fantômes » de ses parents, et qu'il ressortirait de la forêt « dans les bras de Hagrid » :

« C'est ce qui a toujours gardé Hagrid en sécurité. Il aurait été naturel de le tuer d'une certaine manière, mais l'image mentale de ce moment - une « grande » figure paternelle portant Harry dans ses bras - était si forte qu'elle a décidé de son sort. J'aimais aussi la notion circulaire de Hagrid amenant Harry dans ce monde, puis le ramenant d'entre les morts. »

— J. K. Rowling

## Adaptation
| |  |  |
| À gauche, Robbie Coltrane, interprète de Hagrid dans les films. À droite, un mannequin de Hagrid dans le décor de la Grande Salle aux studios Harry Potter. |  |  |

L'acteur écossais Robbie Coltrane interprète Hagrid dans toutes les adaptations cinématographiques des romans de Harry Potter. Le personnage est parfois interprété par Martin Bayfield (mesurant 2,08 m) sur les plans plus larges.
L'acteur Robin Williams s'était rapproché de son ami Chris Columbus, réalisateur du premier film (et avec qui il avait déjà participé à d'autres projets tels que Madame Doubtfire ou L'Homme bicentenaire), pour interpréter Hagrid, mais a dû être écarté, car l'équipe avait pour consigne de rechercher un casting exclusivement britannique,. Rowling avait par ailleurs souhaité Coltrane pour le rôle dès le départ, répondant « Robbie Coltrane pour Hagrid » très rapidement dès que Columbus lui a demandé si elle avait une liste de choix d'acteurs pour interpréter certains rôles. 
Coltrane était déjà un fan des livres et a précisé que faire partie de la franchise Harry Potter était « une chose fantastique ». Rowling a discuté de l'histoire et de l'avenir du personnage avec Coltrane, l'aidant dans la préparation du rôle. Elle a également déclaré que Robbie était « tout simplement parfait pour Hagrid, parce que Hagrid est un personnage très aimable, assez sympathique, assez comique [...] mais doit avoir - vous devez vraiment le sentir - une certaine ténacité derrière tout cela [...] Et je pense que Robbie l'interprète parfaitement ».
Dans un premier temps, Nick Dudman, superviseur des effets créatures, et son équipe, réalisent d'abord des moulages des corps de Robbie Coltrane et de Martin Bayfield. L'équipe superpose ensuite une photo de Coltrane sur celle de Bayfield pour aligner correctement les articulations du costume de Hagrid. Le visage sculpté (un crâne en fibre de verre avec de la peau en silicone) porté par Bayfield est d'abord statique, puis, au fur et à mesure des films, est perfectionné pour pouvoir bouger lorsque Bayfield parle. Dans Harry Potter et la Chambre des secrets, Bayfield porte un sac à dos sous le costume de Hagrid, avec des servomoteurs activant les mécanismes et les moteurs de sa fausse tête. Par la suite, Robbie Coltrane est de plus en plus filmé sur fond vert et rajouté numériquement sur les plans comportant des personnages plus petits.
- Harry Potter à l'école des sorciers (Chris Columbus, 2001) avec Robbie Coltrane
- Harry Potter et la Chambre des secrets (Chris Columbus, 2002) avec Robbie Coltrane / Martin Bayfield (Hagrid jeune[22])
- Harry Potter et le Prisonnier d'Azkaban (Alfonso Cuarón, 2004) avec Robbie Coltrane
- Harry Potter et la Coupe de feu (Mike Newell, 2005) avec Robbie Coltrane
- Harry Potter et l'Ordre du Phénix (David Yates, 2007) avec Robbie Coltrane
- Harry Potter et le Prince de sang-mêlé (David Yates, 2009) avec Robbie Coltrane
- Harry Potter et les Reliques de la Mort (David Yates, première partie 2010, seconde partie 2011) avec Robbie Coltrane

## Sources
- Cet article est partiellement ou en totalité issu de l'article intitulé « Ordre du Phénix (organisation fictive) » (voir la liste des auteurs). (voir aussi la page de discussion)

- (en) Cet article est partiellement ou en totalité issu de l’article de Wikipédia en anglais intitulé « Rubeus Hagrid » (voir la liste des auteurs).

- Cet article est partiellement ou en totalité issu de l'article intitulé « Liste des personnages de l'univers magique de J. K. Rowling » (voir la liste des auteurs). (voir aussi la page de discussion)